# 颱風啟德 (2012年)
| 太平洋颱風季             |
| 主題頁 - 專題 - 編輯指南 |

颱風啟德（英語：Typhoon Kai-tak，國際編號：1213，聯合颱風警報中心：WP142012，菲律賓大氣地球物理和天文管理局：Helen）為2012年太平洋颱風季第13個被命名的風暴。「啟德」（英語：Kai Tak）一名由香港提供，為地名，源於啟德濱及舊香港國際機場，現址為啟德發展區。

## 發展過程
2012年8月10日稍後，一低壓區於關島以西形成。8月11日，該低壓區集結在菲律賓以東海域。
8月12日，日本氣象廳把該低壓區升級為熱帶低氣壓，及後聯合颱風警報中心發布熱帶氣旋形成警報（TCFA），同日菲律賓大氣地球物理和天文管理局命名為Helen。香港天文台亦在當日晚上10時正把該低壓區升級為熱帶低氣壓。該熱帶低氣壓向西移動，速度約每小時15公里。
8月13日上午9時，日本氣象廳把該熱帶低氣壓升為熱帶風暴、給予國際編號及命名為啟德。香港天文台亦在上午11時45分把熱帶低氣壓啟德升為熱帶風暴。啟德的移動突然變得緩慢。
8月14日，啟德恢復每小時18公里的移動速度，但沒有如大部份氣象部門預期般改向西北移動，反而繼續西移，直逼菲律賓呂宋。晚上11時中央氣象台把啟德升為強烈熱帶風暴。
8月15日，菲律賓大氣地球物理和天文管理局指啟德在凌晨1時已登陸菲律賓伊莎貝拉省帕拉南，當時啟德的中心位於北緯17度、東經122.6度。中央氣象台則指在凌晨5時登陸帕拉南，當時啟德的中心位於北緯17.1度、東經122.4度。下午2時移離呂宋島，進入南海北部。啟德在掠過呂宋期間完全沒有減弱，一進入南海便再繼續增強，之後向西北偏西移動。香港天文台在同日晚上7時45分把啟德升為強烈熱帶風暴。晚上11時50分，日本氣象廳亦把啟德升為強烈熱帶風暴。
8月16日凌晨，啟德突然持續西移並加速至每小時22公里，並進一步增強。聯合颱風警報中心在凌晨把啟德升為一級颱風，中央氣象台在凌晨5時亦把啟德升為颱風；香港天文台亦緊隨其後，在早上8時45分把啟德升為颱風。
8月17日下午12時半，啟德登陸中國廣東省湛江市麻章区湖光鎮沿海，登陸時二分鐘平均風速達38米每秒，即約135公里每小時。下午穿越雷州半島，下午2時半前後進入北部灣。下午3時日本氣象廳把啟德降格為強烈熱帶風暴。下午9時前後在中越邊境交界沿海再登陸，並進入越南廣寧省北部。晚上9時45分，香港天文台把啟德降級為強烈熱帶風暴，隨後10時18分中央氣象台亦降為強熱帶風暴。下午11時前後進入諒山省。
8月18日凌晨，啟德沿越南諒山省至北江省邊界附近向西移動並繼續減弱，凌晨3時05分中央氣象台將啟德降為熱帶風暴，香港天文台亦在凌晨5時45分把啟德降為熱帶風暴。清晨進入太原省，上午進入宣光省，日本氣象廳在上午把啟德降為熱帶風暴，下午2時40分降格為熱帶低氣壓。啟德下午進入越南老街省，並向西移至老撾及中國雲南省交界附近，下午2時51分中央氣象台降格為熱帶低氣壓，下午5時停止其編號。香港天文台在下午4時15分把啟德降為熱帶低氣壓，並在晚上7時45分把啟德降為低壓區。

## 影響

### 菲律賓
當地發出之最高風暴信號：二號風暴信號

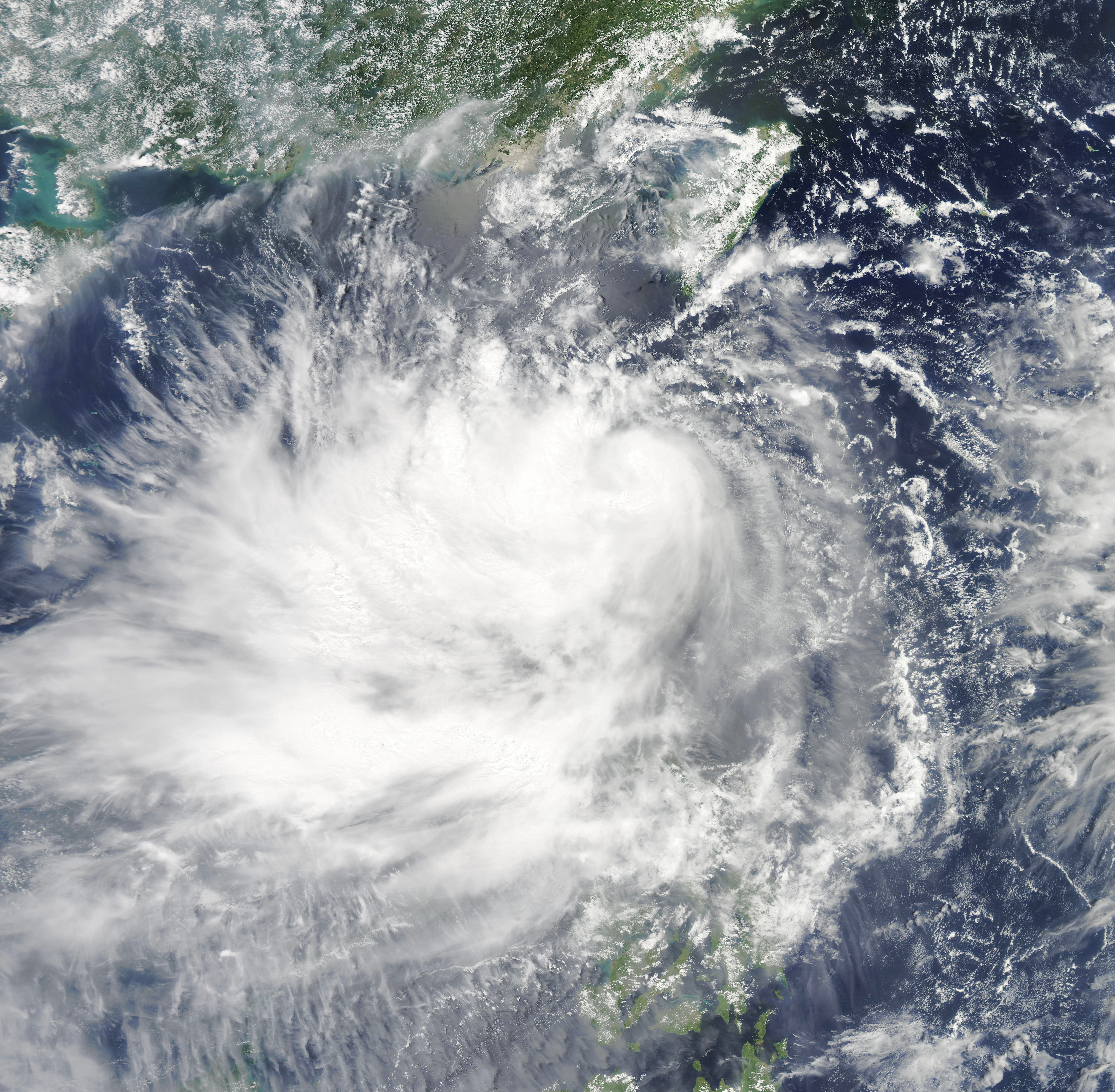
啟德在8月15日橫過菲律賓

2012年8月13日下午5時，菲律賓大氣地球物理和天文管理局向呂宋島多個省份發出一號風暴信號。同日晚上11時，向伊莎貝拉省和卡加延省發出二號風暴信號。
2012年8月14日日間，二號風暴信號範圍更擴大至呂宋島北部各省。晚上9時半更向呂宋島多數省份發出二號風暴信號，並指啟德已經加速並將會登陸伊莎貝拉省至卡加延省地區。
2012年8月15日凌晨1時，菲律賓大氣地球物理和天文管理局指啟德的中心已登陸伊莎貝拉省帕拉南市，凌晨4時，菲律賓大氣地球物理和天文管理局指啟指集結於卡加延省土格加勞（Tuguegarao）之東南偏南約60公里，並向卡加延省移動。早上7時約在土格加勞市以東45公里掠過，並向阿帕里（Aparri）移動。上午11時在阿帕里市掠過，下午2時中心移離卡加延省進入巴士海峽，集結於佬沃東北偏北約80公里。下午5時多省由二號風暴信號改為一號風暴信號。晚上11時，所有省份已由二號風暴信號改為一號風暴信號，部份解除信號。
2012年8月16日凌晨4時，由於啟德已離開菲律賓大氣地球物理和天文管理局的責任範圍，故發佈最後一次颱風資訊，所有省份解除一號風暴信號，當時啟德集結於佬沃西北偏西約290公里，以時速24公里速度向西北偏西移離菲律賓，中心風力每小時85公里。

### 臺灣
當地發布之颱風警報：海上颱風警報
| 彭佳嶼 · 8.3 m/s板橋 · －鞍部 · 5.1 m/s竹子湖 · 2.1 m/s淡水 · 3.2 m/s基隆 · 5.5 m/s臺北 · 5.8 m/s新屋 · －新竹 · 2.2 m/s宜蘭 · 6.9 m/s蘇澳 · 6.1 m/s花蓮 · 4.9 m/s成功（新港） · 6.4 m/s臺東 · 4.1 m/s大武 · 6.1 m/s蘭嶼 · 7.5 m/s臺中 · 3.5 m/s梧棲 · 6 m/s日月潭 · 1.9 m/s阿里山 · 3 m/s嘉義 · 4.5 m/s玉山 · 10.8 m/s臺南 · 5 m/s高雄 · 4.4 m/s恆春 · 6.8 m/s澎湖 · 3.3 m/s東吉島 · 5.1 m/s金門 · 6.5 m/s馬祖 · 5 m/s 中華民國交通部中央氣象署署屬氣象測站測得最大持續風力。圖例： · 無數據 · 測得5級風或以下 · 測得6至7級風 | 彭佳嶼 · 13.8 m/s板橋 · －鞍部 · 14.1 m/s竹子湖 · 8.3 m/s淡水 · 9.8 m/s基隆 · 10.8 m/s臺北 · 13.7 m/s新屋 · －新竹 · 5.6 m/s宜蘭 · 12.3 m/s蘇澳 · 10.9 m/s花蓮 · 8.2 m/s成功（新港） · 11.1 m/s臺東 · 10.1 m/s大武 · 11.3 m/s蘭嶼 · 19.1 m/s臺中 · 8.9 m/s梧棲 · 10 m/s日月潭 · 4.5 m/s阿里山 · 6.7 m/s嘉義 · 7.8 m/s玉山 · 16.9 m/s臺南 · 9.9 m/s高雄 · 9.7 m/s恆春 · 15.1 m/s澎湖 · 7.3 m/s東吉島 · 8.4 m/s金門 · 12.9 m/s馬祖 · 11.4 m/s 中華民國交通部中央氣象署署屬氣象測站測得最大陣風。圖例： · 無數據 · 測得5級風或以下 · 測得6至7級風 · 測得8至9級風 |

中央氣象局於2012年8月14日下午2時半發佈海上颱風警報，並於8月15日下午5時半解除。在警報生效期間，並無對台灣造成重大影響。

### 中國大陸
當地發出之最高颱風預警信號： 颱風橙色預警信號
2012年8月14日下午6時中央氣象台發布颱風藍色預警。8月15日上午10時發布颱風黃色預警。8月16日上午6時發布颱風橙色預警。啟德於8月17日12時30分登陸中國廣東省湛江市麻章区湖光鎮沿海。

#### 廣東
全省發出之最高颱風預警信號： 颱風紅色預警信號
2012年8月15日早上8時半，廣東省氣象台啟動气象灾害（台风）3级应急响应。上午10時半廣東省氣象台發布颱風藍色預警。晚上10時升為气象灾害（台风）2级应急响应。8月16日上午8時半廣東省氣象台發布颱風黃色預警。同日下午2時45分發布颱風橙色預警。下午3時升為气象灾害（台风）1级应急响应。下午9時30分發佈颱風紅色預警。8月17日下午10時改發颱風黃色預警。8月18日上午10時30分解除颱風黃色預警。

#### 廣西
全區發出之最高颱風預警信號： 颱風橙色預警信號
2012年8月15日中午12時廣西氣象台發布颱風藍色預警。8月16日上午10時發布颱風橙色預警。8月18日上午10時變更發布颱風藍色預警，同日下午4時解除颱風藍色預警。

#### 海南
全省發出之最高颱風預警信號： 颱風橙色預警信號
2012年8月15日下午7時30分，海南省氣象台啟動热带气旋4级应急响应。8月16日上午8時，提升為热带气旋3级应急响应。同日上午8時50分，再次提升為热带气旋2级应急响应。8月16日上午7時海南省氣象台發布颱風橙色預警。8月18日上午5時變更發布颱風黃色預警。

#### 福建
全省發出之最高颱風預警信號： 颱風藍色預警信號
2012年8月15日下午1時，福建省氣象台啟動重大气象灾害（台风）4级应急响应。同日下午3時40分福建省氣象台發布颱風藍色預警。8月17日早上8時解除颱風藍色預警。

### 香港
- 當地發出之最高熱帶氣旋警告信號： 八號東南烈風或暴風信號
- 最接近當地時間：2012年8月17日午夜12時
- 最接近當地位置：香港之西南偏南約260公里

8月15日，啟德逐漸接近，由於香港天文台及大部份氣象部門對啟德的預測路徑均直指香港而行，啟德對香港有跡象構成嚴重威脅。天文台於8月15日下午2時半發出「特別天氣提示」，表示啟德將在當日稍後進入距離香港800公里範圍，天文台會在同日傍晚左右考慮發出一號熱帶氣旋警告信號。受啟德的下沉氣流影響，香港天氣酷熱，天文台於早上6時45分發出酷熱天氣警告，晚上7時50分取消，大部份地區氣溫在中午過後升至攝氏34度左右。啟德在當日下午4時前進入距離香港800公里範圍。天文台於晚上8時10分發出一號戒備信號，當時啟德集結在香港之東南偏東約710公里，增強為強烈熱帶風暴。8月15日晚上至8月16日凌晨受高溫觸發的雷雨區影響，曾錄得超過每小時70公里陣風，其後天文台表示翌日（8月16日）日間考慮發出三號信號。
8月16日，啟德在凌晨採取偏西路徑，並加速移動及明顯增強，在早上增強為颱風。天文台表示中午時份考慮發出三號信號，於上午9時45分改為在下午考慮發出三號信號。教育局宣佈幼稚園、肢體傷殘兒童學校及智障兒童學校當日停課。天文台於上午11時45分宣佈在下午2時之前發出三號熱帶氣旋警告信號。天文台於下午1時40分發出三號強風信號，當時啟德集結在香港之東南偏南約380公里。天文台於同日下午4時45分表示，當日晚上10時前發出八號熱帶氣旋警告信號機會不大，但啟德會在當晚至翌日早上最接近香港，預料香港風勢會繼續增強。天文台於晚上7時45分表示啟德有增強跡象，香港已普遍受東北強風影響，離岸海域及高地吹烈風，天文台考慮在當晚10時後發出八號信號。天文台隨即於晚上8時05分發出「熱帶氣旋之特別報告」，宣佈在晚上10時15分或之前發出八號熱帶氣旋警告信號，當時啟德集結在香港以南約290公里。天文台於晚上10時15分發出八號東南烈風或暴風信號，當時啟德集結在香港以南約270公里，並達到其最高強度，成為在由香港天文台提供名稱的熱帶氣旋中，首個令天文台發出三號及八號信號的熱帶氣旋。天文台預料香港風勢顯著增強，表示八號信號會維持一段時間。香港廣泛地區受東至東南強風影響，西南部地區、離岸海域及高地持續吹烈風。
啟德在8月17日午夜12時左右最接近香港，在香港之西南偏南約260公里掠過。隨著啟德開始移離香港，天文台在凌晨4時45分宣佈在早上6時至7時改發三號熱帶氣旋警告信號，並於凌晨5時45分表示即將改發三號信號，當時只餘下高地間中吹烈風。天文台於早上6時20分改發三號強風信號，當時啟德集結在香港之西南約310公里。當日早上香港仍普遍受到東南強風影響，尤其西南部地區風勢持續強勁。天文台於上午9時45分表示，若香港風力進一步減弱，天文台會在中午前後考慮改發一號熱帶氣旋警告信號；但長洲及機場仍繼續受到強風影響，天文台延後至下午2時45分才表示，會在短期內改發一號信號。天文台於下午3時20分改發一號戒備信號，當時啟德集結在香港之西南偏西約470公里。天文台於下午4時25分取消所有熱帶氣旋警告信號，當時啟德集結在香港之西南偏西約510公里。是次一號信號只維持1小時5分鐘，一度是有紀錄以來生效時間最短的一號信號，但此紀錄已於12年後被熱帶風暴馬力斯之1小時所打破。
風暴期間，天文台測風網絡8個指定自動氣象站有4個錄得強風，當中1個錄得烈風，三號信號達標，但八號信號不達標。長洲、西貢、機場及啟德錄得最高10分鐘平均風速為每小時75、55、52及44公里。在事後的颱風啟德報告中，香港天文台把啟德的接近中心最高持續風速下調至每小時120公里，並把啟德增強為颱風的時間由8月16日早上，修改為當日下午。

### 澳門
- 當地懸掛之最高熱帶氣旋信號：  八號東南風球
- 當地發出之最高風暴潮警告：紅色風暴潮警告
- 最接近當地時間：8月17日上午3時
- 最接近當地位置：澳門西南偏南約220公里
- 氣象站瞬間最低氣壓：986.0 hPa（8月16日下午5時15分）

8月15日，澳門地球物理暨氣象局表示，在上午11時，位於呂宋以北的啟德，正以時速約18公里向西北偏西方向移動，正進入南海。按照當時預測路徑，預料啟德會在15日晚間時分進入澳門800公里範圍內，屆時氣象局將會考慮懸掛一號風球。以當時的預報資料顯示，在17日啟德將會最接近澳門。由於受到啟德的外圍下沉氣流影響，澳門當天天氣酷熱。下午5時，氣象局在其網頁發佈特別天氣信息，表示啟德即將進入澳門800公里範圍內，晚上9時前後氣象局會考慮懸掛一號風球。另外，啟德當時正集結在呂宋西北面，以時速約20公里向西北偏西方向移動。晚上6時，氣象局發佈最新熱帶氣旋消息，啟德已進入澳門800公里範圍內，氣象局將會在晚上9時前後懸掛一號風球。16日隨着啟德逐漸靠近，下午至傍晚澳門風力增強，有強風驟雨及雷暴。按當時預測路徑，啟德大致趨向廣東沿岸，預料17日早上最接近澳門。氣象局稱由於17日是農曆初一，潮汐水位較高，有可能伴隨風暴潮現象。晚上8時40分，氣象局表示將於晚上9時20分正式懸掛一號風球。晚上9時20分，氣象局懸掛一號風球。氣象局稱，按預測路徑，16日早上或之前改掛更高風球機會不大。
8月16日，早上8時，啟德逐漸靠近，集結在澳门東南510公里，以時速23公里向西北偏西方向移動，大致趨向廣東西岸。早上10時，啟德集結在澳门東南470公里，以時速23公里向西北偏西方向移動。下午1時，啟德集結在澳门東南410公里，正以時速23公里向西北偏西方向移動，大致趨向廣東西岸。氣象局表示，按照當時預報路徑，下午隨著啟德逐漸接近澳门，風力會有所增強，所以當局將在下午2時至5時考慮改掛三號風球，而今晚12時前後亦不排除有機會改掛八號風球。另外，啟德所伴隨的風暴潮現象，則預料約在17日清晨至早上時分出現，屆時低窪地區會有水浸情況。下午2時30分，氣象局宣佈將於下午4時30分改掛三號風球，亦將啟德升格為颱風，並表示當時啟德的移動方向較為偏西，速度略為加快。下午4時30分，氣象局正式改掛三號風球。下午5時，啟德集結在澳门東南約350公里，以時速23公里向西北偏西方向移動，大致吹向廣東西岸，晚上12時前後會視乎情況考慮改掛更高風球。下午6時，颱風啟德集結在澳门東南偏南約340公里，氣象局表示會在今晚12點前後，視乎情況是否需要改掛更高風球，又預料懸掛八號風球時間不會太長。另外，預料17日清晨的風暴潮在當日早上8時至9時，水位會最高。在啟德影響下，澳門多間航空公司取消航班，亞洲航空取消10班往來澳門至曼谷、清邁、吉隆坡及克拉克的航班，釜山航空取消2班往來澳門至釜山的航班，吉祥航空則取消2個往來澳門至上海浦東的航班，澳門航空則有6個航班延誤，2個航班取消；海上交通方面，澳門往返深圳機場、氹仔至深圳蛇口、港澳碼頭至深圳蛇口的航線全面停航。由於香港天文台在晚上10時15分改發八號東南烈風信號。不同船公司來往港澳的船隻分別在9時半和10時開出最後一班船，有香港旅客未能趕及尾班船而滯留。而港務局及各船公司代表組成應急協調小組，颱風期間在各碼頭向滯留的市民和旅客提供協助，並已開放港澳碼頭臨時休息室，提供食水及免費網絡予滯留的旅客。
8月17日，氣象局於凌晨12時宣佈將於凌晨12時30分改掛八號東南風球，而紅色風暴潮警告亦將於早上6時生效。上午12時30分，氣象局改掛八號東南風球。在未來數小時，啟德將最接近澳門，預料會在澳門200公里範圍附近掠過，所以八號東南風球將維持一段時間。另外，啟德所伴隨的風暴潮，預料在早上6時紅色風暴潮警告生效時低窪地區開始水浸，最高水位將會在早上9時，而預料最高高度為高於內港路面0.6米左右。受風球影響，巴士服務相繼受到影響，其中，維澳蓮運將於凌晨12時40分開出3號線路的尾班車；而澳巴的夜間巴士，N3將維持至凌晨1時15分，而N1A及N1B將維持至凌晨2時。 上午1時，氣象局表示，預料在清晨3時至4時，啟德將會最接近澳門，八號東南風球將維持一段時間，而改掛更高風球機會不大。另外，受風球影響，三條大橋和蓮花大橋在凌晨2時封閉，而西灣大橋下層隧道在凌晨1時30分開放。上午2時，氣象局指，啟德當時最接近澳門，但按照當時預測路徑，改掛更高風球機會不大，並預料八號風球會維持至清晨時分。上午3時，氣象局指，在過去一小時，西灣大橋及友誼大橋均錄得平均風力超過時速70公里。由於當時並未受啟德較強雨帶影響，所以只錄得微量雨量記錄。另外，氣象局亦預料八號風球將會維持至6時或7時，其後隨著啟德遠離澳門，氣象局會視乎實際情況考慮改掛更低風球。而在八號風球之下，通宵巴士暫停服務。清晨7時，啟德集結在澳門西南約 260 公里處，以時速25公里向西北偏西方向移動。隨著啟德逐漸遠離，澳門風力將減弱，氣象局將於早上9時30分改掛3號風球。另外，紅色風暴潮警告現正生效，氣象局預料早上9時，內港水位將會高於路面約0.6米。上午9時，啟德集結在澳門西南偏西約290公里，以時速 25公里的速度向西北偏西方向移動，隨著風速逐漸減弱，氣象局將在9時半改掛3號風球，預料中午前後，啟德會在雷州半島一帶登陸。上午9時30分，氣象局改掛三號風球，而黃色風暴潮警告於上午9時30分生效。其後，於12時30分取消所有風暴潮警告。中午12時，啟德集結在澳門西南偏西約340公里，以時速25公里向西北偏西方向移動，正趨向雷州半島。氣象局預測3號風球將持續一段時間，預測受啟德相關的雲雨帶影響，澳門今日多雲，間中有驟雨；隨著啟德逐漸遠離，澳門風力將會緩和。下午3時，啟德集結在澳門西南偏西約410公里，以時速25公里向西北偏西方向移動，移向北部灣。氣象局稱，隨着啟德遠離，澳門風力正逐步緩和，考慮晚上7時前後除下所有風球。最終，所有風球於下午9時45分除下。
8號風球懸掛期間，民防中心共錄得5宗事故報告，無人受傷。5宗事故當中包括鐵門、窗戶及簷篷搖搖欲墜、1名男子在嘉樂庇大橋上行走被勸籲離開。

#### 雨量
| 氣象站         | 信號懸掛期間總雨量(毫米) |
| -------------- | ------------------------ |
| 大潭山         | 10.8                     |
| 友誼大穚(北)   |                          |
| 友誼大穚(南)   |                          |
| 西灣大橋       |                          |
| 大砲台山       | 4.0                      |
| 孫逸仙紀念公園 | 6.4                      |
| 路環分站       | 15.4                     |
| 九澳           | 11.8                     |
| 海事博物館     | 4.8                      |

### 越南
8月17日越南中央水文氣象預測中心預料啟德進入北部灣後將在晚間抵達越南北部。21:00前後進入越南廣寧省北部境內，越南氣象部門指熱帶氣旋啟德為一熱帶風暴，當時中心最大風速74公里/小時，廣寧省北部的芒街市吹16米/秒的強風（陣風25米/秒）。23:00越南氣象部門將啟德降為熱帶低氣壓，中心最大風速54公里/小時。
8月18日6時34分越南氣象部門將啟德降為低壓區並發出最後一次第5號熱帶氣旋消息，當時啟德位於越南江北省境內，中心最大風速28公里/小時。

### 寮國
啟德的環流掠影響老撾東部一帶，並在越寮邊界附近減弱為熱帶低氣壓，並進一步減弱。

## 熱帶氣旋警告使用記錄

### 菲律賓
| 菲律賓大氣地球物理和天文管理局 風暴信號 | 菲律賓大氣地球物理和天文管理局 風暴信號 | 菲律賓大氣地球物理和天文管理局 風暴信號 |
| --------------------------------------- | --------------------------------------- | --------------------------------------- |
| 上一熱帶氣旋                            | 一號風暴信號                            | 下一熱帶氣旋                            |
| 颱風蘇拉                                | 一號風暴信號                            | 颱風天秤                                |
| 颱風蘇拉                                | 二號風暴信號                            | 颱風天秤                                |

### 臺灣
| 交通部中央氣象局 颱風警報 | 交通部中央氣象局 颱風警報 | 交通部中央氣象局 颱風警報 |
| ------------------------- | ------------------------- | ------------------------- |
| 上一熱帶氣旋              | 海上颱風警報              | 下一熱帶氣旋              |
| 中度颱風海葵              | 海上颱風警報              | 中度颱風天秤              |

### 中國大陸
| 中國国家气象中心 颱風預警信號 | 中國国家气象中心 颱風預警信號 | 中國国家气象中心 颱風預警信號 |
| ----------------------------- | ----------------------------- | ----------------------------- |
| 上一熱帶氣旋                  | 颱風藍色預警信號              | 下一熱帶氣旋                  |
| 强台风海葵                    | 颱風藍色預警信號              | 強颱風天秤 超强台风布拉萬     |
| 强台风海葵                    | 颱風黃色預警信號              | 强颱風天秤 超强台风布拉萬     |
| 强台风海葵                    | 颱風橙色預警信號              | 超强颱風蘇力                  |

### 香港
| 香港天文台 熱帶氣旋警告信號 | 香港天文台 熱帶氣旋警告信號 | 香港天文台 熱帶氣旋警告信號 |
| --------------------------- | --------------------------- | --------------------------- |
| 上一熱帶氣旋                | 一號戒備信號                | 下一熱帶氣旋                |
| 強颱風韋森特                | 一號戒備信號                | 強颱風天秤                  |
| 強颱風韋森特                | 三號強風信號                | 熱帶風暴貝碧嘉              |
| 強颱風韋森特                | 八號東南烈風或暴風信號      | 超強颱風尤特                |
| 強颱風韋森特                | 八號烈風或暴風信號          | 超強颱風尤特                |

### 澳門
| 地球物理暨氣象局 熱帶氣旋信號 | 地球物理暨氣象局 熱帶氣旋信號 | 地球物理暨氣象局 熱帶氣旋信號 |
| ----------------------------- | ----------------------------- | ----------------------------- |
| 上一熱帶氣旋                  | 一號風球                      | 下一熱帶氣旋                  |
| 颱風韋森特                    | 一號風球                      | 颱風天秤                      |
| 颱風韋森特                    | 三號風球                      | 熱帶風暴貝碧嘉                |
| 颱風韋森特                    | 八號東南風球                  | 颱風尤特                      |
| 颱風韋森特                    | 八號風球                      | 颱風尤特                      |

## 外部連結
- （英文）http://www.usno.navy.mil/JTWC/ （页面存档备份，存于） 聯合颱風警報中心首頁
- （繁體中文）http://www.cwb.gov.tw/ （页面存档备份，存于） 中央氣象局首頁
- （日語）http://www.jma.go.jp/ （页面存档备份，存于） 日本氣象廳首頁
- （繁體中文）http://www.hko.gov.hk/ （页面存档备份，存于） 香港天文台首頁
- （繁體中文）http://www.smg.gov.mo/ （页面存档备份，存于） 澳門地球物理暨氣象局首頁